# Iheb Msakni
Iheb Msakni (sinh ngày 18 tháng 7 năm 1987) là một cầu thủ bóng đá người Tunisia thi đấu ở vị trí tiền vệ cho Al Ahed. Anh là anh trai của đồng đội ở đội tuyển quốc gia Tunisia Youssef.